# Gaston Vidal
Pour les articles homonymes, voir Vidal.

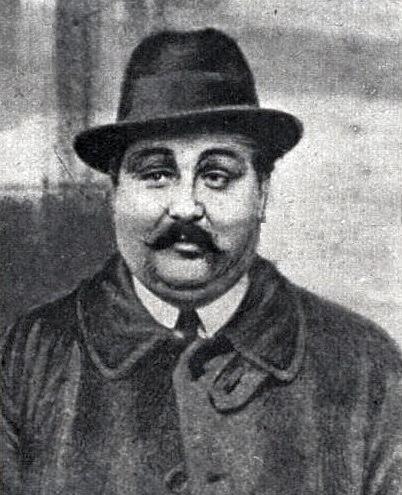
Gaston Vidal, Président de l'USFSA en décembre 1920.

Gaston Vidal, né le 19 octobre 1888 à Saint-Étienne (Loire) et mort le 14 mars 1949 à Paris, est un dirigeant sportif et homme politique français.

## Biographie
Né le 19 octobre 1888 à Saint-Étienne, Gaston François Vidal commence sa carrière professionnelle comme instituteur avant d’enseigner à l’école primaire supérieure de Moulins. Sportif avéré, il est incorporé en 1914 dans les chasseurs alpins où il fait une brillante carrière qui lui vaut les galons de capitaine.
Il épouse en 1921 une comédienne, Yvonne Carlo. Ses témoins de mariage sont Aristide Briand et Léon Bérard. Le mariage religieux de ce franc-maçon est moqué par les socialistes et le Canard enchaîné.
Gaston Vidal est en effet un franc-maçon éminent qui préside en 1920 le convent de la Grande Loge de France et figure au conseil fédéral. Il est cependant radié en 1934.

### L'Ancien combattant
Placé hors cadre en 1917 pour cause de blessures ; il prend la vice-présidence de l'Association républicaine des anciens combattants (ARAC), marquée à gauche, qu'il abandonne cependant en 1919 pour une autre association (les Combattants de la Grande guerre). Il est un des principaux fondateurs de l'Union fédérale des associations françaises de mutilés, réformés, anciens combattants, leurs veuves, orphelins et ascendants (aujourd'hui l'Union Fédérale des Associations Françaises d'Anciens Combattants) : secrétaire général de son comité exécutif provisoire en 1917-18, il est élu président de l'UF en 1918.
Il fait paraître en 1918 un livre de témoignage sur la guerre : Figures et anecdotes de la grande guerre. Conformément aux statuts de l'association qui déclarent les fonctions d'administrateur incompatibles avec tout mandat parlementaire il démissionne de l'UF en 1919 lorsqu'il est élu député de l'Allier. Il continue cependant à s'y intéresser et à fréquenter ses congrès et réunions du bureau jusqu'à l'affaire Oustric. L'UF l'exclut alors malgré son acquittement

### Le journaliste
Dès sa démobilisation, il devient rédacteur en chef en septembre 1917 du quotidien Le Pays (1917), fondé en avril 1917 par Albert Dubarry, qui reprend plus tard L'Ère nouvelle. Il est alors à la tête d'une équipe mêlant des radicaux et des socialistes, des patriotes plus ou moins pacifistes, accusés de défaitisme par l'ancien socialiste antimilitariste devenu nationaliste Gustave Hervé dans La Victoire. Il appelle à rompre avec les vieilles générations d'hommes politiques et à promouvoir les hommes de la génération du feu. Avec Yvon Delbos il assume un temps la direction politique d'un quotidien proche de la gauche radicale qui succède au Pays, L'Ère nouvelle, fondé fin 1919. Il dirige ensuite les services sportifs du quotidien Le Journal.

### Carrière politique
Il se lance alors en politique, bénéficiant de la tribune du Pays et de sa position dans le monde combattant. Il s'implante dans l'Allier où il est élu conseiller municipal de Vichy, conseiller général de Moulins-Est (jusqu'en 1925) et député républicain-socialiste en 1919. Il figure en 4e position sur une liste de Bloc national, mêlant des radicaux, un socialiste indépendant (en l'occurrence Vidal) et des modérés. Au Parlement, il est membre des commissions de l'armée et des pensions militaires.
Il est sous-secrétaire d'État à l'enseignement technique du 17 janvier 1921 au 29 mars 1924 dans le gouvernement Aristide Briand (7) puis dans celui de Raymond Poincaré (2), plus à droite. Il est battu aux élections législatives de 1924, la liste de concentration républicaine sur laquelle il figurait étant prise en étau entre une liste de droite et une liste socialiste. Les socialistes, qui progressent fortement, ont concentré leurs attaques sur les députés sortants qui ont soutenu de leurs votes l'ancien Bloc national. Vidal a été attaqué en raison de ses anciennes fonctions ministérielles et a été aussi l'objet d'attaques personnelles.
À nouveau conseiller général de Vichy de 1927, à 1928, il envisage un temps de se présenter aux élections législatives de 1928 dans la circonscription de Lapalisse (Allier), puis se présente sans succès à Aix-en-Provence, avec le soutien de la fédération locale du parti radical et radical-socialiste, auquel il a fini par adhérer. Il annonce en 1930 sa candidature à Nice en 1932, avec l'appui des radicaux, candidature avortée du fait de l'affaire Oustric.

### Dirigeant sportif

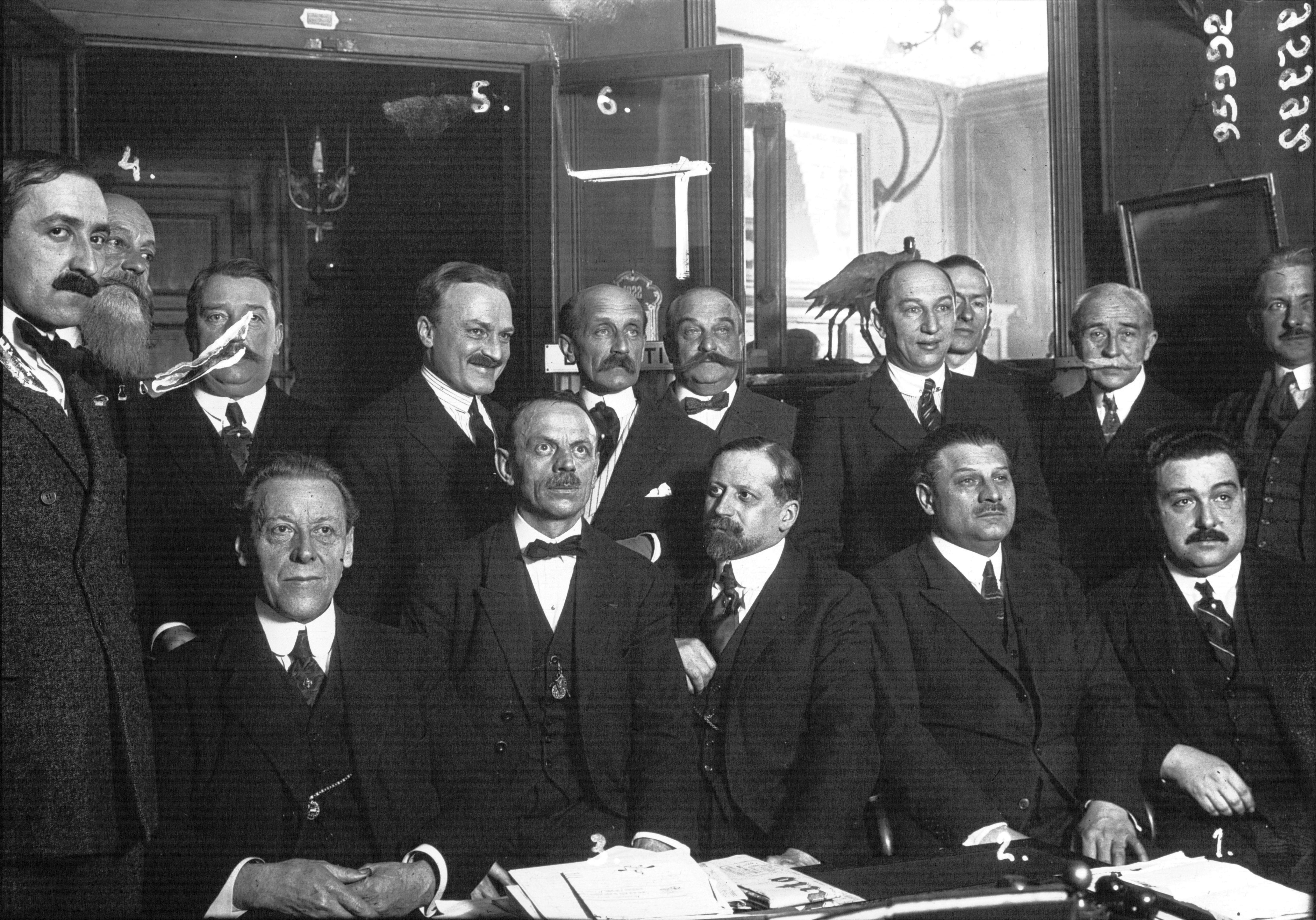
Réunion du COF en 1922 : no 1 M. Vidal, no 2 M. H.Paté, no 3 Frantz Reichel, no 4 Comte de Clary, no 5 comte de Polignac, no 6 comte de Castellane, Léon Breton

Président de 1919 à 1922 du Sporting club universitaire de France (SCUF), il préside en 1919 l'Union des sociétés françaises de sports athlétiques (USFSA), dont il démissionne en 1923. Comme sous-secrétaire d'État, il cherche à rattacher l'éducation physique et sportive à son ministère, en créant une direction spécialisée.
Membre du Comité national des sports (CNS) et du Comité olympique français (COF), dont il démissionne pour le second en 1923 à l'instar de deux autres parlementaires (Henry Paté et Jean Ybarnégaray), il représente le gouvernement à l'inauguration des JO d'hiver de Chamonix, et prend une part déterminante aux côtés de Frantz Reichel à la préparation des Jeux olympiques de Paris de 1924 à la suite desquels il succède à Justinien Clary à la présidence du CNS de 1925 à 1931. Il cède sa place au Comité national des sports en 1931 à Jules Rimet à la suite de ses démêlés judiciaires et de leurs retombées médiatiques dans la presse.
Le quotidien communiste L'Humanité ne cesse de moquer son embonpoint « bourgeois ».

### L'affaire Oustric et ses suites
Gaston Vidal traîne une solide réputation d'affairiste et est administrateur de plusieurs sociétés. Il est mêlé en 1929 à l'affaire de la Gazette du franc de Marthe Hanau, en tant que collaborateur du Journal. En 1930, il est mis en cause comme d'autres hommes politiques tel Raoul Péret dans le cadre de l'affaire Oustric, et notamment de l'affaire de l'introduction en bourse de la Snia-Viscosa, en raison de ses démarches au service du banquier Albert Oustric, avec qui il était en rapport depuis 1923 lorsqu'il était député, et en faveur de la Snia Viscosa. En mars 1931, il est arrêté et emprisonné pour forfaiture à la suite d'une enquête parlementaire. Acquitté en juillet malgré la campagne de presse du Canard enchaîné, il ne se remet jamais du scandale.
Retourné au journalisme, il se trouve impliqué dans des affaires douteuses. Condamné en mars 1935 pour émission de chèques sans provision à 6 mois de prison par défaut et à une amende, il est à nouveau arrêté et interné en décembre de la même année pour escroquerie à la suite d'un arrêt de la 10e chambre de la cour d'appel le condamnant à 3 ans de prison et 2 000 francs d'amendes en tant que président du conseil d'administration d'une société en faillite, la Franco-équatoriale minière et industrielle. Il est condamné à 3 000 francs d'amende en 1936 dans l'affaire de l'augmentation irrégulière du capital d'une société, Paris-Foncier, dont il était l'un des administrateurs. C'était une affaire liée à la banque Oustric. S'il est acquitté en 1937 dans l'affaire d'une autre société, La Soie artificielle d'Amiens, fondée en 1926, il est encore condamné (13 mois de prison et 500 francs d'amende) la même année dans une autre affaire d'abus de confiance et d'escroquerie.
Il ne se consacre ensuite qu'aux affaires commerciales. L'ambiguïté de ses relations pendant l'Occupation le met un moment en cause mais n'entraîne pas de condamnation. Il meurt à Paris le 14 mars 1949, d'une opération consécutive à ses blessures de guerre.